# Richard Stebbins
Richard Vaughn Stebbins (ur. 14 czerwca 1945 w Los Angeles) – amerykański lekkoatleta sprinter, mistrz olimpijski z 1964 z Tokio.
Podczas amerykańskich kwalifikacji przed igrzyskami olimpijskimi w 1964 w Tokio zajął 2. miejsce w biegu na 200 metrów. Na igrzyskach dotarł w tej konkurencji do finału, w którym zajął 7. miejsce. Znacznie lepiej poszło Stebbinsowi w sztafecie 4 × 100 metrów, w której biegł na 3. zmianie. Wraz z kolegami (Paul Drayton, Gerald Ashworth i Bob Hayes) zdobył w niej złoty medal z rekordem świata 39,0 s.
Później pracował jako nauczyciel w szkole średniej w Elkridge w stanie Maryland.

## Rekordy życiowe
- bieg na 100 jardów – 9,2 s (1965)
- bieg na 100 metrów – 10,2 s (1964)
- bieg na 200 metrów – 20,4 s (1966)